# Colt Defense
Colt Defense LLC, juntamente com suas subsidiárias, é uma designer americana, desenvolvedora e fabricante de sistemas de armas de armas pequenas para soldados individuais e pessoal de aplicação da lei. Está sediada em West Hartford, Connecticut. A empresa traça seu portfólio de produtos e serviços voltado à Colt's Manufacturing Company e, antes disso, à Colt's Patent Firearms Manufacturing Company. A empresa e seus antecessores forneceram sistemas de armas de pequeno porte ao governo dos Estados Unidos e outros governos em todo o mundo desde a Guerra Mexicano-Americana de 1847.
Em sua reestruturação de 2002, Colt's Manufacturing Company, Inc. separou a Defesa Colt para fornecer mercados militares, de aplicação da lei e de segurança. As vendas ao governo dos EUA (incluindo as vendas do governo dos EUA a governos estrangeiros) representaram 57% das vendas líquidas em 2010 e 33% da receita líquida nos três primeiros trimestres de 2011, sendo a mudança resultante das compras reduzidas da carabina M4 pelos militares dos EUA e aumento das vendas diretas para clientes do governo estrangeiro. Em 14 de outubro de 2010, a empresa anunciou que o conselho de administração nomeou Gerald R. Dinkel como presidente e diretor executivo da empresa, sucedendo ao tenente general William M. Keys, USMC (ret.) Que permanece no conselho de diretores como presidente.
Em 2013, Colt Defense adquiriu a New Colt Holding Corp., empresa-mãe da Colt's Manufacturing Company LLC, formando uma única empresa para desenvolver, fabricar e vender armas de fogo sob o nome Colt para todos os mercados. Em 15 de junho de 2015, a Colt Defense entrou em bancarrota, citando ativos e dívidas na faixa de US$ 100 milhões a US$ 500 milhões. Em janeiro de 2016, a Colt Defense anunciou que a corte de falências aprovou seu plano de reestruturação.
Colt Canada Corporation, sua subsidiária canadense, é o Centro de Excelência do governo canadense para armas pequenas e é o único fornecedor dos militares canadenses do rifle C7 e da carabina C8. Colt Canada começou como Diemaco em 1974 e foi adquirida pela Colt em 2005 por Héroux-Devtek. A empresa e suas subsidiárias mantêm instalações de fabricação em West Hartford, Connecticut e Kitchener, Ontário.

## Produtos

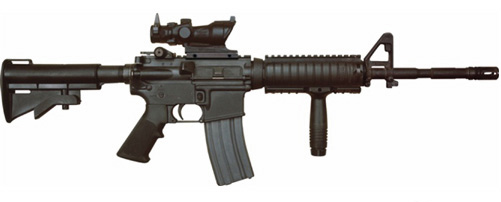
Carabina M4

Colt foi o produtor original do M16, direitos que foram adquiridos do designer da ArmaLite, e oferece hoje uma “Família de Armas” baseado no derivado Carabina M4, que inclui um rifle de cano pesado (HBAR®), uma carabina com material deslizante (M4 & ACC-M), uma arma de defesa pessoal com buttstock dobrável-desmonatável (SCW), uma carabina de pistão (APC; em Inglês), uma Commando® M4 com um cano de 10,5 polegadas (26.7 cm), um rifle automático de infantaria (IARTM), uma submetralhadora de câmara de munição 9mm, e o lança-granadas M203 40mm. Em julho de 2012, o Corpo de Fuzileiros Navais dos EUA concedeu a Colt uma licença de cinco anos, Entrega Indefinida/Contrato de Quantidade Indefinida para até 12.000 M-45 MEUSOC Close Quarter Battle Pistols (CQBP; em Inglês) baseado na atual forma de realizada do projeto da pistola M1911.